# 青山千景
青山千景（あおやま ちかげ、1986年1月17日 - ）は、フリーアナウンサー、リポーター、観光活動家。北海道札幌市出身・在住。北海道観光大使を務める。
2007年度ミスさっぽろ。青山プロダクションの代表である青山夕香は実姉で、姉妹でミスさっぽろに選ばれた。北海道観光を応援・推進するプロジェクト「リモ旅北海道」の設立者で、実行委員長をつとめる。

## 概要
北海道の観光推進のために観光活動家として多方面で活動している。また、「旅コミ北海道」のリポーター、STVラジオ、FM NORTH WAVE、AIR'Gのパーソナリティ、新聞ライターの他に企業研修のマナー講師や学生向け就職支援講師なども務めている。2009年には、実姉の青山夕香と共演で毎日新聞北海道支社版の朝刊の新装刊のイメージキャラクターを務めた。

## 経歴
- 14歳のときにCMデビュー。
- 札幌市立幌西小学校、札幌市立伏見中学校、札幌藻岩高等学校、北海学園大学経営学部卒業[4]。
- 2014年 札幌観光協会認定 観光応援コンシェルジュ
- 2017年 北海道認定 北海道観光大使 就任
- 2020年 コロナ禍で苦境に苦しむ北海道観光を応援・推進するプロジェクト「リモ旅北海道」を立ち上げ、実行委員長に就任